# Ernest Lawrence

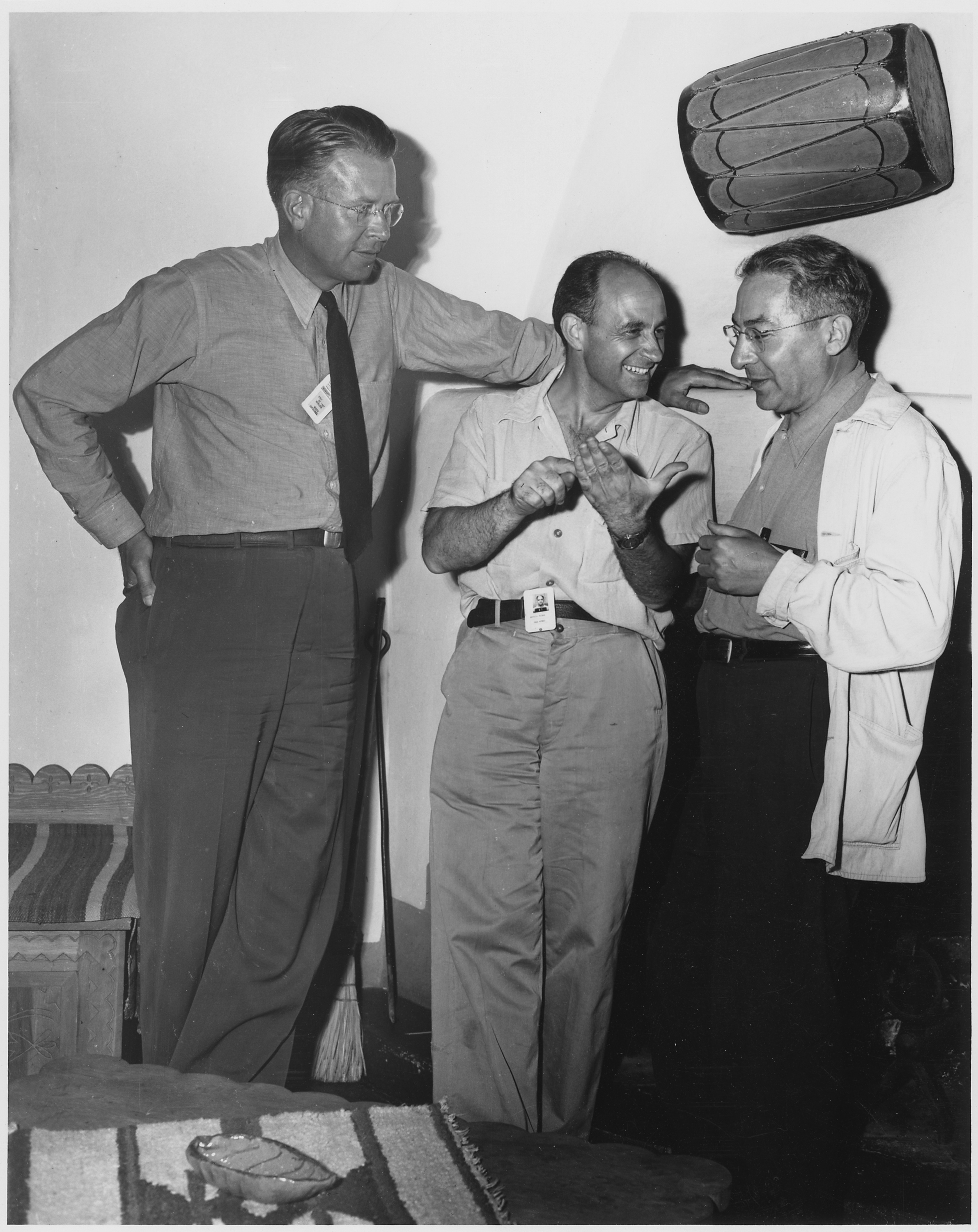
Ernest O. Lawrence baloldalt, mellette Fermi és Rabi

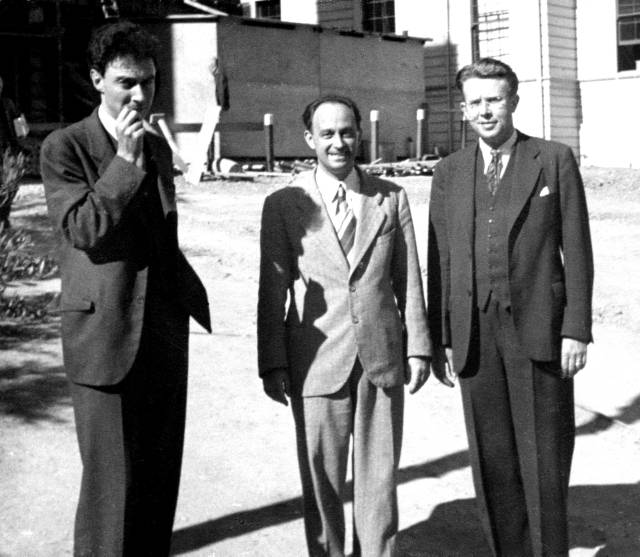
Oppenheimer, Fermi és Lawrence (balról jobbra)

Ernest Orlando Lawrence (Canton, Dél-Dakota, 1901. augusztus 8. – Palo Alto, Kalifornia 1958. augusztus 27.) amerikai Nobel-díjas fizikus, aki leginkább a ciklotron feltalálásáról, fejlesztéséről és felhasználásának kidolgozásáról ismert. (Kevésbé ismert, hogy a ciklotron elvét Gaál Sándor magyar fizikus fedezte fel elsőként, majd azt – ugyancsak Lawrence előtt – először Szilárd Leó szabadalmaztatta.)
Pályája legnagyobb részében Berkeleyben, a Kaliforniai Egyetem fizika professzora volt. 1939-ben kapott fizikai Nobel-díjat a ciklotron feltalálása és alkalmazásai területén végzett munkájáért. A 103-as számú kémiai elemet a tiszteletére nevezték el laurenciumnak.
A második világháború idején Lawrence nagy hévvel vett részt az atomfegyver kifejlesztésében, Rad Lab nevű laboratóriuma a kutatás egyik fő központja volt. Ő vezette be J. Robert Oppenheimert abba a kutatási programba, amelyet Manhattan terv néven ismerünk, és amely végül elvezetett az atombomba elkészítéséhez. Tudományos munkájával jelentősen hozzájárult az uránizotópok szétválasztásához (szeparációjához).
1958 júliusában Eisenhower elnök Genfbe küldte Lawrence-t, hogy az atomfegyver-kísérletek felfüggesztéséről tárgyaljon a Szovjetunióval. Genfben azonban megbetegedett és hazatérni kényszerült. Egy hónappal később Palo Altóban meghalt.
Röviddel halála után két laboratóriumot is róla neveztek el: a Lawrence Livermore Nemzeti Laboratóriumot (ez lett Teller Ede laboratóriuma) és a Lawrence Berkeley Nemzeti Laboratóriumot.